# Црква Светог Луке у Котору
Црква Светог Луке у Котору је православни храм који припада Митрополији црногорско-приморској, Српске православне цркве. Налази се у Старом граду у Котору, на Тргу Светог Луке.

## Историја
Црква је саграђена 1195. године као православна црква, у време владавине српске династије Немањића и једна је од најстаријих у Котору. Према сачуваном ктиторском натпису на западној фасади, цркву је подигао Мауро Кацафранги са својом женом Боном. Натпис сведочи да је црква подигнута у доба великог жупана Немање и његовог сина Вукана, краља Дукље, Далмације, Травуније, Топлице и Хвосна.
Убрзо након изградње је црква осликана фрескама од којих су остали само мали фрагменти на јужном зиду.
У периоду док је Котор био под влашћу Млетачке републике, црква је била римокатоличка. Средином 17. вијека црква је враћена православцима, али је задржан римокатолички олтар на јужном зиду, па се једно време служила и литургија и миса. Због тога данас можете чути да је то црква са два олтара, иако је још 1810. године Наполеонова власт уклонила латинске олтаре из свих православних цркава, па и из цркве Св. Луке, од када је она само православна. Пред
Млетачки которски провидур је у Котору, 27. децембра 1768., написао извештај о стању православне цркве у тој крајини. У том документу спомиње српски језик, народ српски, грчки закон (православље), а храм Светог Луке у Котору назива српском црквом: Почињући од града (Котора), у њему се налази једина црква Св. Луке, у којој се сваки дан свршава правило у србскоме језику... Народ србски грчкога закона у Котору... Четири су тутора речене србске цркве, два грађанина и два из Грбља... 
За време аустријске власти припадала је Далматинској епархији, а након преуређења црквене управе (1870) припала је новоствореној Бококоторској епархији, у чијем је саставу остала све до 1931. године, када је та епархија укључена у састав Митрополије црногорско-приморске.
Црква Светог Луке је једна од ретких грађевина која није претрпела значајна оштећења приликом земљотреса у Котору 1979. године.
Као посебне реликвије у цркви се чувају честице моштију Св. Луке, Петозарних мученика и Свете Варваре.
У склопу цркве је у 18. вијеку дозидана капела Светог Спиридона Чудотворца и у обе цркве се редовно врше службе.

## Архитектура
Црква је грађена у византијско-романичком стилу и представља једнобродну грађевину са куполом кружне основе, полукружном апсидом. Карактерише је основа сажетог уписаног крста. Иконостас је дело Димитрија Даскала родоначелника бококоторске сликарске школе Рафаиловић из XVII века.У северну фасаду цркве је у XVIII веку уграђена капела Светог Спиридона.
Под ове цркве је направљен од 17 надгробних плоча. Некада је око цркве било гробље, али је за време аустроугарске владавине измештено ван града.